# Shinmai Maou no Testament
Shinmai Maou no Testament (新 妹 魔王 の 契約 者 テ ス タ メ ン ト Shinmai Mao no KeiyakushaTesutamento?) És una novel·la lleugera de Tetsuto UESU amb il·lustracions de Nekosuke Okuma. Sis volums han estat publicats a la Kadokawa Sneaker Bunko des de 2012 de l'editorial de Kadokawa Shoten. Una adaptació del màniga ha estat serialitzat en Kadokawa Shoten de la revista Shonen Ace des de maig de 2013. Una segona adaptació del manga ha estat serialitzat en Hakusensha de la revista Young Animal Arashi des de febrer de 2014.
La primera adaptació a l'anime va començar el 7 de gener de 2015 i acabant el 25 de març de 2015.1 2 Es va estrenar un OVA el 22 de juny de 2015 i una segona temporada el 9 d'octubre de 2015, anomenada Shinmai Maou no Testament BURST. Un OVA pertanyent a la segona temporada es va estrenar el 26 de gener de 2016.3

## Personatges
Basara Tōjō (東城 刃 更, Tōjō basés?)
Seiyū: Iūichi Nakamura

És el personatge principal al voltant del qual gira la història. Aparentment és un estudiant de primer any de preparatòria normal, responsable, honest i de vegades sobreprotector, que porta una vida tranquil·la. Però en realitat, és un membre pertanyent al Clan Heroi, que va ser bandejat de la "Vila dels herois" a deslligar el seu poder Banishing majúscules mentre aquesta estava sent envaïda per un membre del clan apoderat per un esperit maligne que posseïa l'espasa Brynhildr, causant involuntàriament la mort a gran part de la població, a excepció de Yuki. Basés sovint apareix turmentat a causa del seu passat, com mostra en els seus malsons, però el fet d'estar protegint constantment a Mio juntament amb Maria el manté en el seu objectiu.
Mio Naruse (成 瀬 澪, Naruse Mio?)
Seiyū: Ayaka Asai

És la filla del difunt Rei Dimoni Willbert. Amb l'objectiu de protegir-la, el seu veritable pare la va enviar amb una família d'acollida que es van mostrar com els seus veritables pares, però finalment un dia van ser assassinats, la qual cosa va provocar un trauma a Mio. Fins a rebre notícies del qual era la seva veritable naturalesa, va ser una noia de secundària normal, per la qual cosa és una inexperta en el combat i de vegades no controla el seu poder. A l'inici de la història, Mio sent un sentiment de culpa per abusar de l'hospitalitat de Basara així com d'haver-li enganyat i fins i tot intentat fer de casa a la força. A causa de Maria, ella realitza un contracte mestre-servent amb Basara, però tot surt a l'inrevés, i Basara es torna el seu mestre. Amb el transcurs de la història i en ser salvada múltiples vegades per Basara, es torna molt propera a aquest i entaula llaços afectius cap a ell, encara que generalment té una personalitat tsundere.
Yuki Nonaka (野 中 柚 希, Nonaka Yuki?)
Seiyū: Sarah Emi Bridcutt

És una amiga de la infància de Basara també pertanyent al clan heroi. Igual que Mio, Yuki presenta sentiments afectius cap a Basara, així mateix, sent certa rivalitat cap a ella que arriba a convertir-se en hostilitat en descobrir la veritable identitat de Mio. Finalment, tot i odiar Mio per haver ficat en problemes a Basara, s'adona que els seus sentiments així com la seva culpabilitat cap a aquest són veritables. També fa el contracte entre mestre i servent amb Basara.
Maria Naruse (成 瀬 万 理 亜, Naruse Maria?)
Seiyū: Kaori Fukuhara

Es presenta com la extravertida "germana" de Mio, encara que realment és un súcube Loli que té com a missió la protecció d'aquesta. En l'animi, Maria es presenta com una pervertida intermediària entre Basara i Mio, que provoca constantment situacions comprometedores i eròtiques entre tots dos. Posteriorment intervé ajudant en el pacte de Basara i Yuki, comprometent a més situacions eròtiques. Els seus sentiments cap a Basara són difusos, encara que sovint es mostra insinuant ficant al seu llit o mostrant-nua davant seu. Més endavant en la història es mostra que en veritat Maria pot augmentar el seu poder i canviar el seu físic.
Jin Tōjō (東城 迅, Tōjō Jin?)
Seiyū: Keiji Fujiwara

És el pare de Basara que va ser exiliat de la Vila costat del seu fill des de l'incident amb els invasors. No se sap molt sobre ell, encara que va ser considerat en el món demoníac com un autèntic "Déu de la Guerra" com li explica en un capítol Takigawa a Basara. Treballa de fotògraf i poc temps després d'instal·lar Mio i Maria a casa se'n va de viatge a Dubai, afirma, per motius de treball.
Yahiro Takigawa (Lars) (滝 川 八 尋 (ラ ー ス), Takigawa Yahiro (rasu)?)
Seiyū: Tomokazu Sugita

Company de classe de Toujou. Es presenta com un estudiant despreocupat i de caràcter amigable que de seguida fa amistat amb Basara, però es descobreix que té una altra identitat, Lars, un dimoni al servei del nou Rei Dimoni "Leohart", els objectius consisteixen a vigilar Mio i arrabassar-li la seva poder per entregar-lo al nou dirigent demoníac. El seu doble paper d'antagonista i company, li fa portar una relació complicada amb basés contra qui lluita o ajuda en determinades ocasions. A més, Lars li tenia rancor a Zolgear per assassinar als seus antics cuidadors de l'orfenat on va créixer (ells també eren els pares adoptius de Naruse); acceptant un tracte amb basés per poder matar-lo.
Kurumi Nonaka (野 中 胡桃, Nonaka Kurumi?)
Seiyū: Iori Nomizu

La germana menor de Yuki i també membre del Clan dels herois. Kurumi té una actitud hostil cap a Basara, però després de ser salvat per basés durant la seva lluita s'adona del que Yuki va saber tot el temps i ell segueix culpant a si mateix per no ser capaç de controlar la seva habilitat que va causar l'accident de fa 5 anys i s'enamora d'ell també. Ella s'especialitza en invocar esperits. Més tard s'uneix al grup de Basara com la quarta dona.
Takashi Hayase (早 瀬 高志, Hayase Takashi?)
Seiyū: Go Inoue

Un membre del clan dels herois que exerceix la llança maleïda Byakko. Ell era amic de la infància de Basara, però va arribar a tenir ressentiment després de l'incident de fa 5 anys i creu que no només basés ha oblidat l'incident, sinó que els va trair a protegir Naruse en ser la filla del rei dimoni Wilbert així com qualsevol altre que s'aliï amb els dimonis.
Shiba Kyoichi (芝 恭 一, Kyoichi Shiba?)
Seiyū: Daisuke Hirakawa

Un dels membres del clan dels herois, qui li esmenta Jin a Basara, va ser alliberat de presó per ser observador acompanyant Kurumi i Takashi en la baralla contra Basara, Maria i Naruse. Segons Basara, és bastant fort i àgil, i ell respecta l'habilitat que posseeix Basara en combat.
Chisato Hasegawa (Afleia) (長谷川 千里, Hasegawa Chisato?)
Seiyū: Yuu Asakawa

La infermera de l'Acadèmia Hijiriga Saka. Ella és conscient de les coses sobrenaturals que succeeixen al voltant dels estudiants i tendeix a donar consells a Basara. Una persona sàvia i compassiva, es revela que ella era la millor amiga de la mare de Basara i una tia d'ell. També es posa de manifest és que ella no és humana, però en realitat un àngel, donant a entendre que la mare de Basara va ser un així, per tant ell fent un Nephilim. Ella de vegades pren la iniciativa per intentar seduir Basara.
Zest (ゼ ス ト, Zesuto?)
Seiyū: Seiko Yoshida

Un altre dimoni, feta per Zolgear, va enviar a mantenir un ull en Mio costat de Lars. Ella és la mà dreta del Dimoni Zolgear i és la que originalment enveja els pactes que basés té amb Maria, Mio i Yuki, ja que es preocupen pels altres.
Més tard s'uneix al grup de Basara com la cinquena noia dimoni femení i el tercer després de la derrota de Zolgear i la seva deserció a la facció moderada. Després de passar temps amb la mare de Maria, Sheera, Basara ha assenyalat que el seu bust s'havia tornat considerablement més gran. Contrast amb el seu caràcter greu en la batalla que en realitat és mansa i tímida fora i fins i tot es mostra submisa davant de les hostilitats en el món demoníac, al que basés li demana que tingui dignitat per respectar-se a si mateixa; a vegades ella es vestiria com a empleada domèstica per Basara i afegeix l'honorífic "sama" al seu nom.
Zolgear (ゾ ル ギ, Zorugia?)
Seiyū: Hiroto Kazuki

El dimoni que va matar els pares adoptius de Mio i l'antic mestre de Zest, que planejava trair Leohart i obtenir els poders del rei dimoni que posseïa Mio per al seu propi bé. Posteriorment en la història, va ser assassinat per Lars en presència de Basara.
Leohart (レ オ ハ ー ト, Reohāto?)
Seiyū: Kazuyuki Okitsu

L'actual Rei Dimoni i el germà menor del dimoni Riara.

## Novel·les Lleugeres
El primer volum de les novel·les lleugeres es va publicar el 29 de setembre de 2012, a la Kadokawa Sneaker Bunko de l'editorial de Kadokawa Shoten. Nou volums han estat publicats fins de Desembre de 2015.

## Data de Publicació ISBN
| No. | Fecha de Publicación   | ISBN                                                               |
| --- | ---------------------- | ------------------------------------------------------------------ |
| 1   | 29 de Septiembre 20124 | [[Especial:FuentesDeLibros/9784041004951\|ISBN 978-4-04-100495-1]] |
| 2   | 31 de gener de 20135   | [[Especial:FuentesDeLibros/9784041006702\|ISBN 978-4-04-100670-2]] |
| 3   | 1 de juny de 20136     | [[Especial:FuentesDeLibros/9784041008607\|ISBN 978-4-04-100860-7]] |
| 4   | 1 de novembre de 20137 | [[Especial:FuentesDeLibros/9784041010617\|ISBN 978-4-04-101061-7]] |
| 5   | 1 d'abril de 20148     | [[Especial:FuentesDeLibros/9784041012970\|ISBN 978-4-04-101297-0]] |
| 6   | 1 de setembre de 20149 | [[Especial:FuentesDeLibros/9784041014332\|ISBN 978-4-04-101433-2]] |
| 7   | 1 de gener de 201510   | [[Especial:FuentesDeLibros/9784041022689\|ISBN 978-4-04-102268-9]] |
| 8   | 24 de juny de 201511   | [[Especial:FuentesDeLibros/9784041025772\|ISBN 978-4-04-102577-2]] |
| 9   | 1 de desembre de 2015  | ISBN 978-4-04-1037478                                              |

## Manga
Una adaptació a màniga dibuixada per Kawashiwa Miyako va començar a serializarse en Shōnen Ace amb la publicació de juliol del 2013, publicat el 25 de maig de 2013.12 La sèrie ha estat copilada en dos volums tankōbon, publicats el 25 d'octubre de 2013 i el 22 de febrer de 2014, respectivamente.13 14 Una segona adaptació de màniga titulada Shinmai Maou no Testament: Arashi! (新 妹 魔王 の 契約 者 · 嵐!?) Concentrant-se en les pallassades de Maria amb dibuixos de Fumihiro Kiso va començar a serializarse en Young Animal Arashi des del 7 de febrer de 2014.

## Anime
Una adaptació a animi va ser estrenada el 7 de gener de 2015.16 L'opening és "Blade of Hope" de sweet ARMS i l'ending és "Still Sis" de Kaori Sadohara.17 Una segona temporada titulada Shinmai Maou no Testament BURST va començar el 9 d'octubre de 2015.